# 야율유가
야율유가(耶律留哥, 1165년 ~ 1220년)는 금나라 말기의 장군이자 동요국의 설립자다.
1212년 거란의 옛 영토인 만주 서남부의 요하에서 야율유가가 반란을 일으켰다. 거란인들은 몽골계 언어를 사용했기 때문에 퉁구스계 언어를 사용하는 금나라의 여진족보다는 몽골족과 더 친밀한 유대를 가지고 있었다.
야율유가는 몽골의 도움으로 요양을 빼앗고 동요를 세웠으며 1220년 죽을 때까지 몽골 제국의 가장 충성스러운 신하로서 몽골과 함께 하였다.